# Théodore Barrière
Théodore Barrière, född den 16 april 1823 i Paris, död där den 16 oktober 1877, var en fransk dramatiker.
Barriére författade ensam eller tillsammans med andra ett hundratal skådespel, av vilka många på sin tid uppfördes med stor framgång. Les faux bonhommes (1856, tillsammans med Ernest Capendu), som räknas till hans bästa skådespel, är en satirisk studie över egoismen och präglas av en bitter och illusionsfri människouppfattning.